# Zorzines amamiensis
Zorzines amamiensis är en fjärilsart som beskrevs av Inoue 1982. Zorzines amamiensis ingår i släktet Zorzines och familjen nattflyn. Inga underarter finns listade i Catalogue of Life.